# Joyce Ribeiro
Joyce Ribeiro (São Paulo, 23 de abril de 1979), é uma jornalista formada pela FIAM, pós-graduada em jornalismo econômico e político pela Pontifícia Universidade Católica de São Paulo (PUC-SP). Começou sua carreira na televisão em 1998, na Boa Vontade TV, da LBV, em que atuou como produtora e repórter. Na RIT, teve sua primeira experiência como apresentadora de telejornal. Foi contratada pela TV Cultura em 2018, onde esteve na apresentação do Jornal da Cultura até junho de 2019, com a volta do jornalista Willian Corrêa na emissora, com isso, tornou-se a apresentadora do JC1 ao lado de Aldo Quiroga, eventualmente apresenta o Jornal da Cultura.

## Carreira
Em 2004, Joyce foi para a RecordTV, onde atuou como repórter e apresentadora no Fala Brasil. Posteriormente, apresentou um telejornal diário na RecordTV Internacional. Já em 2005 foi para o SBT, de 11 de setembro de 2005 até março de 2006 apresentou a edição matutina do Jornal do SBT, passando a seguir a apresentar a previsão do tempo do extinto SBT São Paulo.
A jornalista também apresentou o Aqui Agora em 2008 e por um ano e meio, o programa Boletim de Ocorrências. Em 2011, fez a cobertura do SBT Folia e apresentou também o Boletim SBT Brasil, depois a nova versão do SBT São Paulo ao lado de Karyn Bravo de março a maio de 2012, voltou para o SBT Manhã ao lado de Hermano Henning. Em Setembro de 2014, com o fim do SBT Manhã, assumiu a previsão do tempo do Jornal do SBT e o comando do Jornal da Semana SBT.
No fim de março de 2016, passa a comandar o Primeiro Impacto, novo telejornal da emissora. A partir do dia 12 de outubro de 2016, sob determinação de Silvio Santos, o telejornal passou a ser apresentado pelo intérprete do Homem do Saco, Dudu Camargo, personagem que apresentava o programa vespertino Fofocando. Ela ainda cobriu as eleições americanas no Jornal do SBT, em novembro. E no dia 21 do mesmo mês, retornou ao Primeiro Impacto, sendo âncora das 7h30 às 8h30 da manhã, ao lado de Karyn Bravo, até sua extinção, em dezembro, por determinação de Silvio Santos.
Em 2 de janeiro de 2017, com a extinção do Primeiro Impacto, tanto Karyn quanto Joyce são transferidas para o SBT Notícias num revezamento com outros cinco apresentadores no noticiário de mais de seis horas de duração. No dia 20 de janeiro de 2017, o SBT anuncia a demissão de Joyce junto com a jornalista Patricia Rocha. Em 19 de março de 2018, é contratada pela TV Cultura para comandar a partir de 2 de abril de 2018 o Jornal da Cultura 2ª Edição, onde permaneceu até junho de 2019, por conta da volta do jornalista Willian Corrêa à emissora. Com isso, tornou-se a apresentadora do Jornal da Cultura 1ª Edição, ao lado de Aldo Quiroga. Em setembro de 2018,se tornou a mediadora do debate presidencial promovido pela TV Aparecida.

## Vida pessoal
Joyce está casada desde 2007 com o engenheiro Luciano Machado e tem duas filhas: Malu e Lorena.

## Trabalhos

### Televisão
| Ano               | Título                 | Notas                    | Emissora     |
| ----------------- | ---------------------- | ------------------------ | ------------ |
| 2003-2004         | Jornal Toda Hora       | Apresentadora            | RIT          |
| 2004-2005         | Fala Brasil            | Repórter e apresentadora | Record       |
| 2005-2006         | Jornal do SBT Manhã    | Apresentadora            | SBT          |
| 2006              | SBT São Paulo          | Previsão do Tempo        | SBT          |
| 2008              | Aqui Agora             | Apresentadora            | SBT          |
| 2009              | Jornal do SBT Manhã    | Previsão do tempo        | SBT          |
| 2009-2010         | Boletim de Ocorrências | Apresentadora            | SBT          |
| 2011-2012         | Boletim SBT Brasil     | Apresentadora            | SBT          |
| 2012              | SBT São Paulo          | Apresentadora            | SBT          |
| 2013-2014         | SBT Manhã              | Apresentadora            | SBT          |
| 2014-2017         | Jornal da Semana SBT   | Apresentadora            | SBT          |
| 2014-2016         | Jornal do SBT          | Previsão do Tempo        | SBT          |
| 2016              | Jornal do SBT          | Apresentadora            | SBT          |
| 2016              | Primeiro Impacto       | Apresentadora            | SBT          |
| 2017              | SBT Notícias           | Apresentadora            | SBT          |
| 2018 - 2019       | Jornal da Cultura      | Apresentadora            | TV Cultura   |
| 2018              | Eleições 2018          | Apresentadora            | TV Aparecida |
| 2018              | Debate de Aparecida    | Mediadora                | TV Aparecida |
| 2018              | Retrospectiva 2018     | Apresentadora            | TV Cultura   |
| 2019              | JC1                    | Apresentadora            | TV Cultura   |
| 2020 - atualmente | Jornal da Tarde        | Apresentadora            | TV Cultura   |

### Internet
| Ano     | Título           | Cargo         |
| ------- | ---------------- | ------------- |
| 2015–18 | Joyce Entrevista | Apresentadora |

### Publicações
- 'Chica da Silva - A História de Uma Vida' , Editora Planeta (2016)[14]
- 'Deixar Enrolar- A História dos Cachos e Crespos no Brasil', SolonLine e DBA Editora (2018) em coautoria com Karina Hollo[15]